# William Mellody
William „Honey“ Mellody (* 15. Januar 1884 in Charlestown, Boston, USA als William J. Mellody; † 2. März 1919) war ein US-amerikanischer Boxer und Weltmeister im Weltergewicht 1906 durch den Sieg gegen den vorherigen Weltmeister Joe Walcott in Chelsea, Massachusetts. 1907 verlor er seinen Weltmeistertitel gegen Mike Twin Sullivan.
Etwa fünf Jahre nach seinem Rücktritt vom Boxen wurde Mellody schwer krank und starb am 2. März 1919 an einer Lungenentzündung. Er wurde nur 35 Jahre alt.